# 뒤셀도르프 중앙역
뒤셀도르프 중앙역(독일어: Düsseldorf Hauptbahnhof)은 독일 노르트라인베스트팔렌주의 주도 뒤셀도르프의 철도역이다.

## 역사

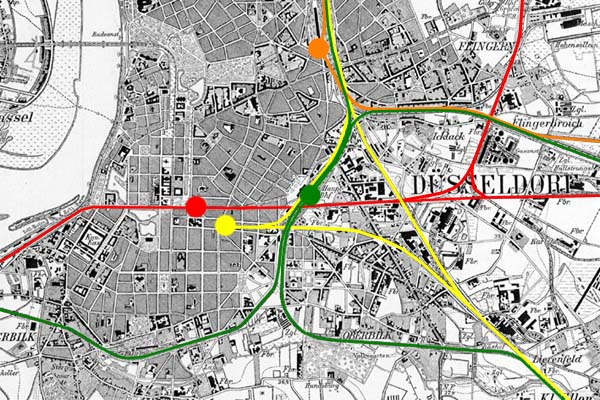
노선 재편성 지도. 구 BME 선은 빨간색, 구 CME 선은 노란색, 구 RhE 역은 귤색, 새로 통합된 노선은 녹색이다.

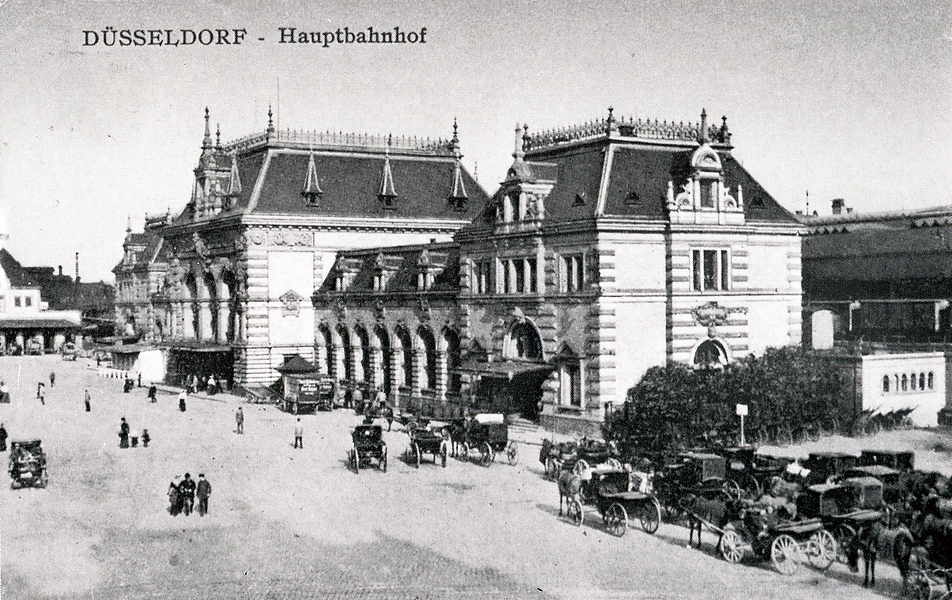
1900년 당시 초기 역사

이 역은 1891년 10월 1일에 개장했으며, 아래의 세 역을 대체했다.:
- 베르기슈-메르키셰역 : 베르기슈-메르키셰 철도 회사 (BME)의 역으로, 1838년 뒤셀도르프-엘베르펠트 철도 회사에서 엘베르펠트와 Rheinknie 간의 당사의 동서간 노선을 통과하는 역으로 현 Graf-Adolf-Platz 역이 있는 자리이다.
- 쾰른-민덴역 : 1845년 쾰른-민덴 철도회사(CME)에서 BME 역 남동쪽에 남북간 쾰른-뒤스부르크 본선에서 지선을 건설하기 위해 종착역으로 개장했다.
- 라이니슈역 : 1877년 라이니슈 철도 회사 (RhE)에서 뒤셀도르프-펨펠포르트에서 북쪽 트로이스도르프-뮐하임 슈펠도르프 철도의 지선 끝에 건설했다. 지선은 도르트문트 행 노선의 첫 번째 구간이었는데, 2년 후 메트만(Mettmann)까지 완공되었다.

베르기슈-메르키셰 역과 쾰른-민덴 역은 모두 도시의 남쪽 가장자리에 있었고 프리드리히슈타트(Friedrichstadt)가 공사중에 있었다. 1879년과 1882년 사이에 라인란트-베스트팔렌 철도 회사의 국유화에 따라 역과 선로를 통합하려는 욕구 외에도 새로운 역을 건설할 이유가 되었다.

### 1930년대 역사 건설
초기 중앙역은 빌헬르미네(Wilhelmine) 양식으로 지어졌다. 30년이 지나자 너무 작게 보였고, 양식도 낡게 느껴졌다. 1930년 11월, 역 재설계를 위한 경쟁의 일환으로 8개의 디자인이 대중들에게 공개되었다.  역 건물은 1932~1936년 부퍼탈의 라이히스반(Reichsbahn) 국장 및 건축가인 크뤼거(Krüger)와 에두아르트 베네(Eduard Behne)의 지시에 따라 지어졌다. 여기서 주목할 만한 특징으로 시계탑이 있었다.
이 역사는 1980년대에 대규모 재건축을 거쳤으며, 1985년에 완공되었으며, 그 때 역 아래로 지나가는 슈타트반 노선이 개통되었다. 이 재건에는 오래된 매표소를 푸드코트로 개조하는 것, 승강기 설치, 역의 서쪽 출구에서 오베르빌크 자치구 쪽으로 역의 개관을 하는 것 이전의 철강 공장 현장에 새로운 사무실 건물 건설 등이 포함되었다. 이전 1등석 대기실은 호텔과 디스코텍으로 리모델링되었다.
몇 가지 자잘한 변화가 2005년에 이루어졌다. 1985년의 오래된 화장실은 패스트푸드 식당을 위한 공간을 만들기 위해 철거되고, 작은 1등석 라운지도 북부 여객 터널에 설치되었다. 여객 터널에 있는 날짜가 표시된 전광판은 현재 화재 방지 기준을 충족시키지 않아 교체가 예정되었다.

## 운영 현황

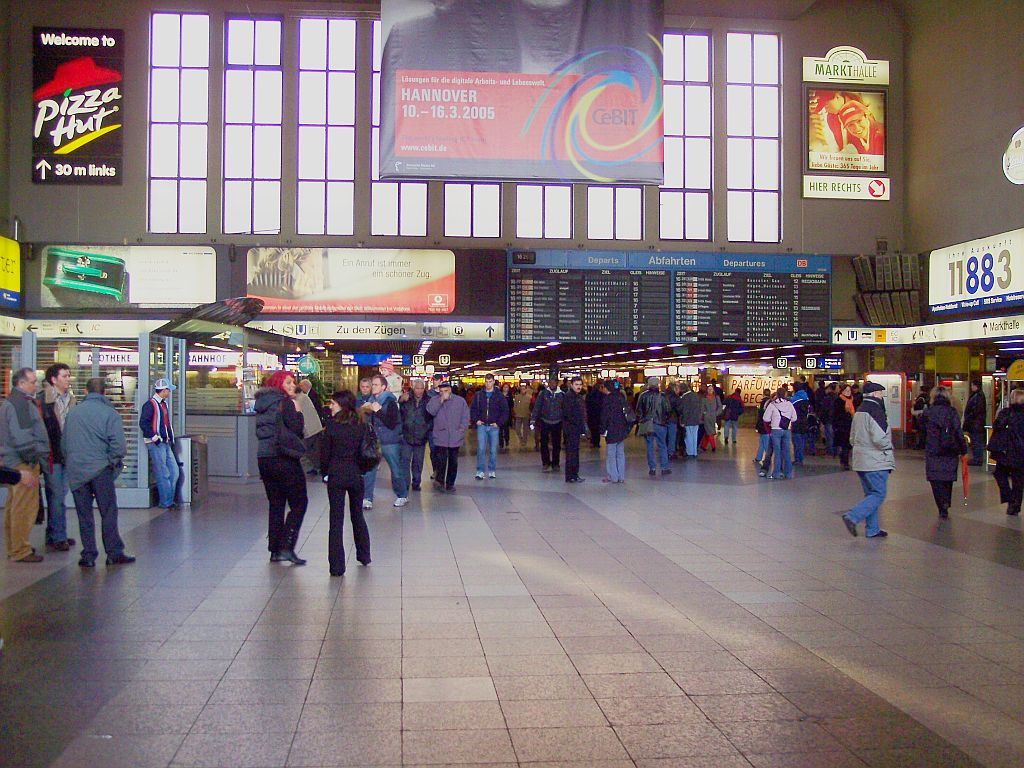
Station hall

본 역은 하루에 약 25만 명의 승객이 이용하며, 독일에서 여섯번째로 가장 혼잡한 역이다. 철도 운송은 장거리 열차인 인터시티익스프레스, 인터시티, 유로시티, 야간 열차인 DB 나흐트추크, D-나흐트, 유로나이트, 지역내 열차인 레기오날익스프레스, 레기오날반, S반이 정차하며, 전 등급이 20개의 본선 선로(현재 사용중인 16개 승강장)에서 제공된다. w지와  InterCity 및 EuroCity 열차, DB NachtZug, D-Nacht 및 EuroNight 야간 열차, RegionalExpress, RegionalBahn 및 20 개 주요 선로 (현재 사용중인 16 개의 플랫폼)에서 제공된다. 역은 라인-루르 S반 네트워크에 통합되어 있으며 지역 교통은 라인-루르 교통연합(VRR)에서 운영된다. 라인반(Rheinbahn)이 운영하는 지하철역에는 슈타트반 노선의 일부인 4 개의 선로가 있다. 역 앞에 있는 6개의 트램 정류장은 중앙역과 라인반이 운영하는 트램 네트워크를 연결한다.

### 운행 노선
이 역에서 제공되는 운행 유형은 아래와 같다.:
- 국제고속철도 (탈리스) : 파리 - 브뤼셀 - 쾰른 - 뒤셀도르프 - 에센 - 도르트문트
- 인터시티익스프레스 (ICE 10) : (쾰른/본 공항 -) 뒤셀도르프 - 에센 - 도르트문트 - 함 - 하노버 - 베를린
- 인터시티익스프레스 (ICE 41) : 도르트문트 - 에센 - 뒤셀도르프 - 쾰른 - 프랑크푸르트 - 뉘른베르크 - 뮌헨
- 인터시티익스프레스 (ICE 41) : 뒤셀도르프 - 에센 - 도르트문트 - 카셀 - 프랑크푸르트 - 뉘른베르크 - 뮌헨
- 인터시티익스프레스 (ICE 42) : 뮌스터 – 도르트문트 – 에센 – 뒤셀도르프 – 쾰른 – 프랑크푸르트 – 만하임 – 슈투트가르트 – 뮌헨
- 인터시티익스프레스 (ICE 43) : 암스테르담 - 뒤셀도르프 - 쾰른 - 프랑크푸르트 - 카를스루에 - 바젤
- 인터시티익스프레스 (ICE 47) : 도르트문트 – 에센 – 뒤셀도르프 – 쾰른/본 공항 – 프랑크푸르트 공항 – 만하임 – 슈투트가르트
- 인터시티익스프레스 (ICE 50) : 뒤셀도르프 - 에센 - 도르트문트 - 카셀 - 에르푸르트 - 라이프치히 - 드레스덴
- 인터시티익스프레스 (ICE 78) : 암스테르담 - 뒤셀도르프 - 쾰른 - 프랑크푸르트
- 인터시티익스프레스 (ICE 91) : 함부르크 - 브레멘 - 뮌스터 - 도르트문트 - 에센 - 뒤셀도르프 - 쾰른 - 코블렌츠 - 프랑크푸르트 - 뉘른베르크 - 파사우 - 린츠 - 빈
- 유로시티 (EC 30) : 함부르크 - 브레멘 - 뮌스터 - 도르트문트 - 에센 - 뒤셀도르프 - 쾰른 - 코블렌츠 - 마인츠 - 만하임 - 카를스루에 - 바젤 - 취리히 - 쿠어
- 인터시티 (IC 30) : 베스터란트 - 함부르크 - 브레멘 - 뮌스터 - 도르트문트 - 에센 - 뒤셀도르프 - 쾰른 - 코블렌츠 - 마인츠 - 만하임 - 슈투트가르트
- 유로시티 (EC 32) : 뮌스터 - 뒤셀도르프 - 쾰른 - 코블렌츠 - 마인츠 - 만하임 - 슈투트가르트 – 뮌헨 – 잘츠부르크 – 필라흐 – 클라겐푸르트
- 유로시티 (EC 32) : 뮌스터 - 뒤셀도르프 - 쾰른 - 코블렌츠 - 마인츠 - 만하임 - 슈투트가르트 – 린다우 - 인스브루크
- 인터시티 (IC 32) : (베를린 - 하노버 -) 도르트문트 - 에센 - 뒤셀도르프 - 쾰른 - 코블렌츠 - 마인츠 - 만하임 - 슈투트가르트 - 뮌헨
- 인터시티 (IC 35) : 노르트다이히 - 엠덴 - 라이네 - 뮌스터 - 뒤셀도르프 - 쾰른 - 코블렌츠 - 마인츠 - 만하임 - 카를스루에 - 콘스탄츠
- 인터시티 (IC 50) : 뒤셀도르프 - 에센 - 도르트문트 - 카셀 - 에르푸르트 - 라이프치히
- 인터시티 (IC 55) : 드레스덴 - 라이프치히 - 마그데부르크 - 하노버 - 도르트문트 - 에센 - 뒤셀도르프 - 쾰른 - 코블렌츠 - 마인츠 - 만하임 - 슈투트가르트 - 오베르스트도르프
- 인터시티 (HKX) : 함부르크 - 오스나브뤼크 - 뮌스터 - 에센 - 뒤셀도르프 - 쾰른
- 시티나이트라인 :  암스테르담 - 뒤스부르크 - 쾰른 - 프랑크푸르트 - 카를스루에 - 바젤 - 취리히
- 시티나이트라인 :  암스테르담 - 뒤스부르크 - 쾰른 - 프랑크푸르트 - 슈투트가르트 - 뮌헨
- 시티나이트라인 :  뒤스부르크 - 쾰른 - 도르트문트 - 베를린 - 드레스덴 - 프라하
- 유로나이트 : 뒤스부르크 - 쾰른 - 도르트문트 - 프랑크푸르트 (오데르) - 포츠난 - 쿠트노 - 바르샤바
- 레기오날익스프레스 RE 1 NRW-익스프레스 아헨 - 쾰른 - 뒤셀도르프 - 뒤스부르크 - 에센 - 도르트문트 - 함
- 레기오날익스프레스 RE 2 라인-하르트-익스프레스 뮌스터 - 뒬멘 - 레클링하우젠 - 에센 - 뒤스부르크 - 뒤셀도르프
- 레기오날익스프레스 RE 3 라인-엠셔-익스프레스 함 - 도르트문트 - 겔젠키르헨 - 뒤스부르크 - 뒤셀도르프
- 레기오날익스프레스 RE 4 부퍼-익스프레스 도르트문트 - 하겐 - 부퍼탈 - 뒤셀도르프 - 묀헨글라트바흐 - 아헨
- 레기오날익스프레스 RE 5 라인-익스프레스 베젤 - 오버하우젠 - 뒤스부르크 - 뒤셀도르프 - 쾰른 - 본 - 코블렌츠
- 레기오날익스프레스 RE 6 라인-베저-익스프레스 쾰른/본 공항 - 쾰른 - 노이스 - 뒤셀도르프 - 뒤스부르크 - 에센 - 도르트문트 - 함 - 빌레펠트 - 민덴
- 레기오날익스프레스 RE 10 니어스-익스프레스 클레페 - 베체 - 크레펠트 - 뒤셀도르프
- 레기오날익스프레스 RE 11 라인-헬베크-익스프레스 함 - 도르트문트 - 에센 - 뒤스부르크 - 크레펠트 - 묀헨글라트바흐
- 레기오날익스프레스 RE 13 마스-부퍼-익스프레스 펜로 - 피어젠 - 묀헨글라트바흐 - 뒤셀도르프 - 부퍼탈 - 하겐 - 함
- 레기오날익스프레스 RE 19 라인-에이설-익스프레스 아른험 – 에머리히 – 베젤 – 오버하우젠 – 뒤스부르크 – 뒤셀도르프 공항 – 뒤셀도르프
- 레기오날반 RB 39 뒤셀-에르프트반 베드부르크 - 그레펜브로이히 - 노이스 - 뒤셀도르프
- 라인-루르 S반S 1 솔링겐 - 뒤셀도르프 - 뒤스부르크 - 에센 - 도르트문트
- 라인-루르 S반S 2 뒤스부르크 - 오버하우젠 - 에센 - 겔젠키르헨 - 도르트문트
- 라인-루르 S반S 6 에센 - 케트비크 - 뒤셀도르프 - 쾰른 - 쾰른-니페스
- 라인-루르 S반S 8 묀헨글라트바흐 - 노이스 - 뒤셀도르프 - 부퍼탈 - 하겐
- 라인-루르 S반S 11 뒤셀도르프 공항터미널 - 뒤셀도르프 - 노이스 - 쾰른 - 베르기슈 글라트바흐
- 라인-루르 S반S 28 카르슈터제 - 노이스 - 뒤셀도르프 - 메트만
- 라인-루르 S반S 68 란겐펠트 - 뒤셀도르프 - 부퍼탈-포빈켈

## 인접정차역
| 탈리스                                                              | 탈리스                       | 탈리스                                                     |
| ------------------------------------------------------------------- | ---------------------------- | ---------------------------------------------------------- |
| 쾰른 중앙역 파리 북역 방면                                          | 탈리스                       | 뒤스부르크 중앙역 도르트문트 중앙역 방면                   |
| DB 페른페르케르                                                     |                              |                                                            |
| 시·종착역                                                           | ICE 10                       | 뒤셀도르프 공항 베를린 게준트브루넨 방면                   |
| 쾰른 메제/도이츠 쾰른/본 공항 방면                                  | ICE 10                       | 뒤셀도르프 공항 베를린 게준트브루넨 방면                   |
| 쾰른 중앙역 뮌헨 중앙역 방면                                        | ICE 31                       | 뒤스부르크 중앙역 킬 중앙역 방면                           |
| 쾰른 메제/도이츠 뮌헨 중앙역 방면                                   | ICE 41                       | 뒤스부르크 중앙역 도르트문트 중앙역 방면                   |
| 쾰른 중앙역 뮌헨 중앙역 방면                                        | ICE 42                       | 뒤스부르크 중앙역 함부르크-알토나 방면                     |
| 쾰른 중앙역 바젤 SBB 방면                                           | ICE 43                       | 뒤스부르크 중앙역 암스테르담 중앙역 방면                   |
| 쾰른 메제/도이츠 슈투트가르트 중앙역 방면                           | ICE 47                       | 뒤스부르크 중앙역 도르트문트 중앙역 방면                   |
| 쾰른 중앙역 프랑크푸르트 중앙역 방면                                | ICE 78                       | 뒤스부르크 중앙역 암스테르담 중앙역 방면                   |
| 쾰른 중앙역 빈 중앙역 방면                                          | ICE 91                       | 뒤스부르크 중앙역 도르트문트 중앙역 방면                   |
| 쾰른 중앙역 시·종착역                                               | IC 26 쾰른-함부르크          | 뒤스부르크 중앙역 함부르크-알토나 방면                     |
| 쾰른 중앙역 쿠어 방면                                               | IC/EC 30                     | 뒤스부르크 중앙역 오스트제바트 또는 제바트 헤링스호프 방면 |
| 쾰른 중앙역 인스브루크 중앙역 방면                                  | IC/EC 32                     | 뒤스부르크 중앙역 베를린 쥐트크로이츠 방면                 |
| 쾰른 중앙역 카를스루에 중앙역, 슈투트가르트 중앙역, 룩셈부르크 방면 | IC/EC 35                     | 뒤셀도르프 공항 엠덴 아우센하펜, 노르트다이히 몰레 방면    |
| 쾰른 중앙역 시·종착역                                               | IC 55                        | 뒤스부르크 중앙역 드레스덴 중앙역 방면                     |
| 쾰른 중앙역 시·종착역                                               | IC 51                        | 뒤셀도르프 공항 드레스덴 중앙역 방면                       |
| 뒤스부르크 중앙역 암스테르담 중앙역 방면                            | 시티 나이트 라인 419         | 쾰른 중앙역 뮌헨 중앙역/취리히 중앙역 방면                 |
| 뒤스부르크 중앙역 오버하우젠 중앙역 방면                            | 유로나이트 447               | 쾰른 중앙역 바르샤바 방면                                  |
| 뒤스부르크 중앙역 오버하우젠 중앙역 방면                            | 시티 나이트 라인 457         | 쾰른 중앙역 프라하 방면                                    |
| 독일철도(DB 레기오 NRW)                                             |                              |                                                            |
| 뒤셀도르프-벤라트 아헨 중앙역 방면                                  | RE 1 NRW-익스프레스          | 뒤셀도르프 공항 함 중앙역 방면                             |
| 시·종착역                                                           | RE 2 라인-하르트-익스프레스  | 뒤스부르크 중앙역 뮌스터 중앙역 방면                       |
| 노이스 중앙역 아헨 중앙역 방면                                      | RE 4 부퍼-익스프레스         | 부퍼탈-포빈켈 도르트문트 중앙역 방면                       |
| 뒤셀도르프-벤라트 코블렌츠 중앙역 방면                              | RE 5 라인-익스프레스         | 뒤셀도르프 공항 베젤 방면                                  |
| 노이스 중앙역 쾰른/본 공항역 방면                                   | RE 6 라인-베저-익스프레스    | 뒤셀도르프 공항 민덴 중앙역 방면                           |
| 시·종착역                                                           | RE 11 라인-헬베크-익스프레스 | 뒤셀도르프 공항 카셀-빌헬름쇠헤 방면                       |
| 유로반                                                              |                              |                                                            |
| 시·종착역                                                           | RE 3 라인-엠셔-익스프레스    | 뒤셀도르프 공항 함 중앙역 방면                             |
| 노이스 중앙역 벤로 방면                                             | RE 13 마스-부퍼-익스프레스   | 부퍼탈-포빈켈 함 중앙역 방면                               |
| 노르트베스트반                                                      |                              |                                                            |
| 메어부슈 오스테라트 클레페 방면                                     | RE 10 니어스-익스프레스      | 시·종착역                                                  |
| 아벨리오 도이칠란트                                                 |                              |                                                            |
| 시·종착역                                                           | RE 19 라인-에이설-익스프레스 | 뒤셀도르프 공항 아른험 중앙역 방면                         |
| 라인-루르 S반                                                       |                              |                                                            |
| 뒤셀도르프 폴크스가르텐 솔링겐 중앙역 방면                          | S 1                          | 뒤셀도르프 베르한 도르트문트 중앙역 방면                   |
| 뒤셀도르프 폴크스가르텐 쾰른-니페스 중앙역 방면                     | S 6                          | 뒤셀도르프 베르한 에센 중앙역 방면                         |
| 뒤셀도르프 프리드리히슈타트 묀헨글라트바흐 중앙역 방면              | S 8                          | 뒤셀도르프 플링게른 하겐 중앙역 방면                       |
| 뒤셀도르프 프리드리히슈타트 베르기슈 글라트바흐 중앙역 방면         | S 11                         | 뒤셀도르프 베르한 뒤셀도르프 공항 터미널 중앙역 방면       |
| 뒤셀도르프 프리드리히슈타트 카르슈터제 방면                         | S 28                         | 뒤셀도르프 플링게른 메트만 슈타트발트 방면                 |
| 뒤셀도르프 폴크스가르텐 랑겐펠트 방면                               | S 68                         | 뒤셀도르프 베르한 부퍼탈-포빈켈 중앙역 방면                |

### 시내 열차

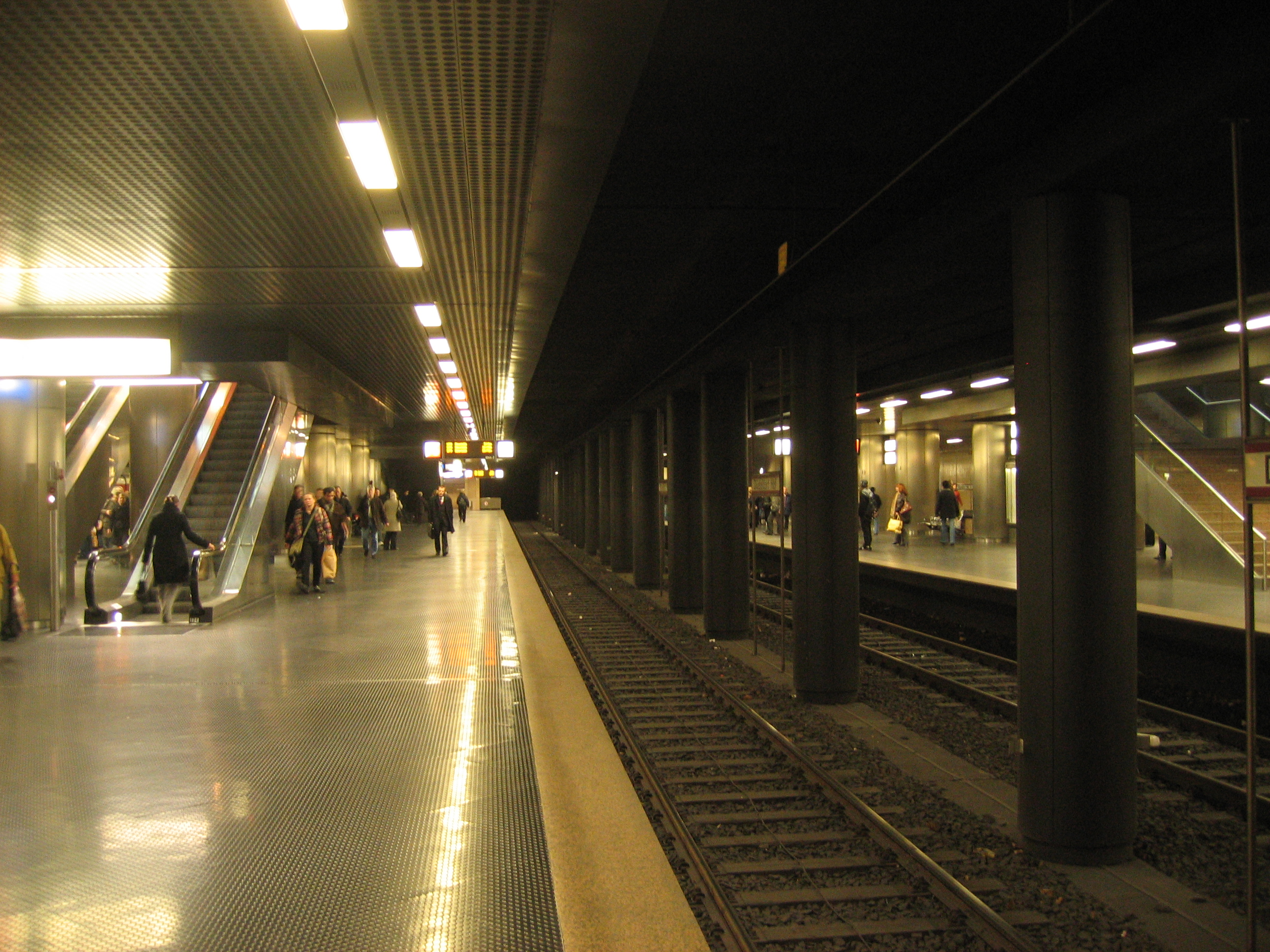
뒤셀도르프 중앙역의 슈타트반역

| 뒤셀도르프 슈타트반                             | 뒤셀도르프 슈타트반 | 뒤셀도르프 슈타트반                                                      |
| ----------------------------------------------- | ------------------- | ------------------------------------------------------------------------ |
| 오스트슈트라세 크레펠트 라인슈트라세 방면       | U70                 | 시·종착역                                                                |
| 오스트슈트라세 메르부슈-괴르게샤이데 방면       | U74                 | 오베르빌커 마르크트/바르샤우어 슈트라세 벤라트 베트리에브스호프 방면     |
| 오스트슈트라세 노이스 중앙역 방면               | U75                 | 무역센터/모스카우어 슈트라세 엘러/펜하우저 알레 방면                     |
| 오스트슈트라세 크레펠트 라인슈트라세 방면       | U76                 | 무역센터/모스카우어 슈트라세 시·종착역                                   |
| 오스트슈트라세 암제슈테른 방면                  | U77                 | 오베르빌커 마르크트/바르샤우어 슈트라세 홀트하우젠 방면                  |
| 오스트슈트라세 에스프리 아레나/메제 노르트 방면 | U78                 | 시·종착역                                                                |
| 오스트슈트라세 마이데리히 중앙역 방면           | U79                 | 오베르빌커 마르크트/바르샤우어 슈트라세 카이저슬라우테르너 슈트라세 방면 |